# Samozapłon (film)
Samozapłon (tytuł oryginału: Spontaneous Combustion) – amerykański horror science-fiction z 1990 roku w reżyserii Tobe’a Hoopera.

## Obsada
- Brad Dourif – Sam
- Stacy Edwards – Peggy Bell
- Judith Jones – Jennifer
- Dale Dye – Generał
- Mark Roberts – Dr. Simpson
- Cynthia Bain – Lisa Wilcox
- Tegan West – Springer